# تاريخي كلي
يسعى التحليل التاريخي الكلي إلى إيجاد اتجاهات كبيرة طويلة المدى للبحث في التاريخ العالمي، وهذا للبحث عن موضوعات نهائية من خلال المقارنة بين التفاصيل المتقاربة. فعلى سبيل المثال يمكن للدراسة التاريخية الكلية أن تدرس الإقطاعية اليابانية والإقطاعية الأوروبية لتحدد أي الهياكل الإقطاعية التي تعطي نتائج حتمية في ظل ظروف معينة. تفترض دراسات التاريخ الكلية غالبًا أن «عمليات دراسة التاريخ الكلي تكرر نفسها بصورة أكثر بيانًا وفهمًا».

## معلومات تاريخية
تتضمن الأمثلة على التحليل التاريخي الكلي تأكيد أوسفلد شبنغلر على أن دورة حياة الحضارات محدودة وينتهي أمرها إلى الضعف والوهن، والتركيبة التاريخية لـأرنولد توينبي حول شرح قيام وسقوط الحضارات. ويعتبر كثير من المؤرخين معركة عين جالوت ذات أهمية بالغة على مستوى التاريخ الكلي حيث تصور ذروة انتصارات المغول والمرة الأولى التي تعرضوا فيها للهزيمة الحاسمة على الإطلاق.